# 魔裝學園H×H
《魔裝學園H×H》是久慈政宗所作的日本輕小說作品，插圖由Hisasi繪畫，黑銀負責機械設定，並有漫畫、廣播劇CD等衍生作品。2016年1月宣佈改編為電視動畫，同年7月開始播放。

## 故事簡介
地球被不明生物入侵造成大規模的破壞，殘存的人類組織要塞都市，於「巨大浮島」上透過研發出名為「HHG」魔導裝甲來對抗怪物。
從小被拋棄，過著孤獨的生活的飛弹傷無，在某天被姊姊怜悧叫去，造訪戰略防衛學園阿塔拉克西亞（Ataraxia），邂逅了操縱魔導裝甲「HHG」的少女千鳥淵愛音，結果剛到沒多久就遭到敵襲。但愛音突然把衣服脫掉並大罵「不准看你這個變態！」，讓傷無不知所措。而這時卻突然接獲姐姐的重要任務聯絡──內容是要使勁揉愛音的胸部。其實傷無擁有透過H行為「改裝」女孩子的力量，而這種力量更關乎與異世界戰鬥的未來。

## 登場角色

### 阿塔拉克西亞

#### 天地穹女神
飛彈傷無（聲：新塾怒魂／赤羽根健治、木村希美（少年））
生日：9月10日，17歲，身高：173cm
為某項任務轉學到女校阿塔拉克西亞的男高中生，但由於毫無天份、能力，小時候便被驅逐出學園。
擔任魔導裝甲的特殊部隊「天地穹女神」的新人隊長。
本人也擁有魔導裝甲「厄洛斯」，幾乎沒有戰鬥能力，但擁有特殊能力，可以靠着「連接改裝」讓女孩子的裝甲增加威力。而且有比連接改裝更高一階的現象，同伴的心靈混合裝置「絕頂改裝」，還能追加「悖德武裝」這種特殊兵裝。
千鳥淵愛音/艾妮絲·辛克拉維亞（聲：木村絢香／影山燈）
生日：4月6日，17歲，身高：162cm，三围：B90-W55-H85
魔導裝甲「零（澤洛斯）」的操縱者，擅長近戰，悖德武裝是「全時空粉碎」。一般狀態下是銀髮赤瞳（動畫版第12話中曾變成粉紅頭髮）。“天地穹女神”成员之一。
因失去了過去的記憶而很少與他人交流。性格頑固。與他人對話時基本上會很刻薄，其實是為了掩蓋自己的害羞。喜歡傷無。
真實身分為巴特蘭提斯帝國的第一皇女艾妮絲·辛克拉維亞，七歲時即接任皇位，為古蕾絲的姐姐，但卻在戰鬥中喪失記憶，被那由多撿到。
身体中沉睡着藉由突破融心值界限而开启的背德武装，在得知伤无就是突破界限的“王子大人”时，感到开心并充满希望，想让伤无喜欢上自己，却不知如何才能讨对方欢心。因此才有了买便利商店的便当投喂、叫醒、昼袭、夜袭等等笨拙举动，还在提供叫醒服务时与到场假装维持风纪的姬川映流使用魔导装甲私斗炸毁了伤无的宿舍。
優莉西亞·法蘭德爾（聲：一色光／赤崎千夏）
生日：8月8日，17歲，身高：168cm，三围：B105-W62-H98
拥有金色长发和爆乳、傲人身材，魔導裝甲「十字（克洛斯）」的操縱者，擁有壓倒性的攻擊力，擅长远距离攻击。“天地穹女神”成员之一，来自美国的王牌。
美國心靈混合裝置戰隊「馬斯達茲（MASTERS）」的前王牌，被稱頌為世界最強。擊墜三百架以上的魔導兵器，亦持續更新紀錄的世界第一。喜歡傷無。
姬川映流（聲：桃井莓／長妻樹里）
生日：7月22日，17歲，身高：158cm，三围：B81-W53-H85
魔導裝甲「尼祿斯」的操縱者，學園的風紀委員長。不善应付羞耻行为，“天地穹女神”成员之一，日本的王牌，喜歡傷無。
希薇亞·希爾古卡特（聲：小關純香／木野日菜）
魔導裝甲「塔羅斯」的操縱者，來自英國的留學生，就讀初中部，仰慕傷無。
得到怜悧的指示在傷無身邊照顧他的起居生活。烹飪、洗衣服、打掃等家務全能的女孩子。烹飪的種類以英國菜居多。

#### 馬斯達茲（MASTERS）
美國的心靈混合裝置戰隊。
史嘉蕾·費爾柴德（聲：無／石上靜香）
西USA第七飛行隊馬斯達茲的隊長，魔導裝甲「亞雷斯」的操縱者，
一開始和優莉西亞有心結，後來和傷無、優莉西亞進行聯結改裝的時候解開心結，
在古拉貝爾之戰中，和傷無、優莉西亞聯手打敗雅爾迪亞。
加特路德（聲：無／山田悠希）
幼兒體型的馬斯達茲隊員。
布莉姬特·亞克萊特（聲：無／結城飛鳥）
馬斯達茲的隊員。
庫蕾美坦·巴洛茲（聲：無／桃河Rika）
馬斯達茲的隊員。
夏倫·卡寧甘（聲：無／堀野紗也加）
馬斯達茲的隊員。
蕾拉·休伊特（聲：無／鈴木美咲）
馬斯達茲的隊員。
芬麗耶達（聲：無／三咲麻里）
馬斯達茲的隊員。

#### 阿塔拉克西亞的角色
飞弹怜悧（聲：川島梨乃／衣川里佳）
傷無的姊姊，既严格又温柔，阿塔拉克西亞的總司令及初中、高中的校長。是促成伤无就读阿塔拉克西亚的直接人物。
識名京（聲：無／野水伊織）
阿塔拉克西亞的技術主任，與怜悧從學生時代就是好友。不擅長與人溝通，所以都用鍵盤打字傳訊息。
胡桃澤桃（聲：無／荒浪和沙）
阿塔拉克西亞的二年乙班學生，就讀技研科。
崎坂早紀（聲：無／美名）
阿塔拉克西亞高中部二年甲班的導師，非常討厭麻煩的事情。

### 巴特蘭提斯帝國
古蕾絲·辛克拉維亞（聲：無／田中愛美）
巴特蘭提斯帝國的現任皇帝。愛音的妹妹。魔導裝甲「可羅斯」的操縱者。
艾妮絲·辛克拉維亞
詳見天地穹女神

#### 親衛隊
塞爾西歐妮（聲：無／淺川悠）
親衛隊隊長，魔導裝甲「德羅斯」的操縱者，擁有精神支配能力。
在動畫後面被傷無和愛音聯手打敗
拉古兒絲（聲：無／藤田咲）
親衛隊隊員，魔導裝甲「德蒙」的操縱者。崇拜塞爾西歐妮。
在動畫後面被希薇亞打敗
娃魯媞（聲：無／明坂聰美）
親衛隊隊員，受塞爾西歐妮之命監視並擔任那由多的保鑣。
庫蕾達
懲罰四劍之一，右眼戴著眼罩，魔導裝甲「卡雷斯」的操縱者。
原為圓形鬥技場的劍鬥士，後來受塞爾西歐妮之命與耶兒瑪前去攻擊阿塔拉克西亞。
耶兒瑪
懲罰四劍之一魔導裝甲「路尼魯」的操縱者。
路諾拉
懲罰四劍之一，藍色長髮，身上有著無數傷痕的女性。
原本是以乞討為生的孤兒，之後受塞爾西歐妮所邀成為圓形鬥技場的劍鬥士。
拉姆薩
懲罰四劍之一，個性爽朗的紅髮女性。
能夠釋放出火焰，所以從小就被父母拋棄，後來甚至燒掉收容所，在即將遭殺害之際被塞爾西歐妮救下。

#### 征伐軍
古拉貝爾（聲：無／大久保瑠美）
第六征伐軍將軍，金髮褐膚的女性，與雅爾迪亞擁有親密的肢體關係之搭檔，擁有「褐色的野獸」之名的勇士，魔導裝甲「索羅斯」的操縱者。
雅爾迪亞（聲：無／山田奈都美）
雖然是古拉貝爾的屬下，比起主從關係，兩人有更親密的肢體關係之搭檔，魔導裝甲「塞耶爾」的操縱者。

#### 其他角色
飞弹那由多（聲：無／里咲芽生）
傷無、怜悧的母親，發明魔導裝甲的天才科學家。
畢蓮
古雷斯派的貴族，雖已四十歲但仍能保持年輕美貌的女性。
蘭德蕾多

### 機械神
歐西里斯
北斗
奧汀
塔納托斯

## 用語解說

### 巴特蘭提斯帝國
又稱異世界，原為愛音所待的世界，居住的人民全為女性，因為先前的戰鬥，失去記憶的愛音跑到雷姆利亞的世界(又稱地球)，
現任的皇帝為古蕾絲·辛克拉維亞，裡面支撐異世界的為創世御柱。

### 雷姆利亞(地球)
又稱為地球，原本主角們居住的世界，因為被異世界魔導裝甲入侵後，各個國家幾乎瀕臨絕滅，兩星期後通往異世界的門(又稱衝突面)關閉，
之後又再次入侵，各個國家開始擬定政策，把國家首都遷往巨大人工浮島，在各個世界漂流。

### 心靈混合裝置
心靈混合裝置（Heart Hybrid Gear）是具備壓倒性力量的魔導裝甲，由飛彈那由多研發並普及的個人用戰鬥裝甲，專門對抗異世界怪物的武裝。
魔導裝甲
絕對領域
連接改裝
絕頂改裝
快感達到頂點時的改裝，能獲得追加效果——悖德武裝。
聯結改裝
3架心靈混合裝置同時進行連接改裝。複數機同時進行連接改裝，藉此產生一對一時所無法得到的加乘效果與共振現象。
接吻改裝
通過接吻一次性提高能量，但對身體負擔較重。
悖德武裝

### 機體

#### OS系列
OS系列是特殊的心靈混合裝置，基本性能極高，搭載着其他心靈混合裝置所沒有的「悖德武裝」，悖德武裝擁有絕強破壞力。所以不只體力，更會吸取精神力、精力，以及人類擁有的所有能量。而且最後會直至死亡。
厄洛斯（Eros）
以希臘神話中的性愛之神命名。
零（澤洛斯）（Zerosu）
由愛音所持有。
尼祿斯（Nerosu）
由姬川映流所持有。裝甲面積相對較寬的機種。它有肩甲與保護身體前方的組件，以及從腰部以裙狀擴散的護盾，防禦力遠比零之類的機種來得高。必殺兵器弩弓驅劍（弩弓駆剣）。
十字（克洛斯）（Cross）
以英文十字命名。
塔羅斯（Talos）
以希臘神話中的金屬巨人命名。
索羅斯
由古拉貝爾所持有。
可羅斯
由古雷絲所持有。

#### 其他
塞耶爾

## 出版書籍

### 小說
| 集數               | 角川書店      | 角川書店                                      | 尖端出版       | 尖端出版                                 |
| 集數               | 發售日期      | ISBN                                          | 發售日期       | ISBN                                     |
| ------------------ | ------------- | --------------------------------------------- | -------------- | ---------------------------------------- |
| 1                  | 2014年2月1日  | ISBN 978-4-04-101200-0                        | 2014年11月13日 | ISBN 978-957-10-5775-0                   |
| 2                  | 2014年6月1日  | ISBN 978-4-04-101526-1                        | 2015年2月12日  | ISBN 978-957-10-5837-5 EAN 4717702265175 |
| 3                  | 2014年10月1日 | ISBN 978-4-04-102011-1                        | 2015年6月11日  | ISBN 978-957-10-6023-1                   |
| 4                  | 2015年2月1日  | ISBN 978-4-04-102442-3                        | 2015年8月10日  | ISBN 978-957-10-6055-2 EAN 4717702268336 |
| 5                  | 2015年5月30日 | ISBN 978-4-04-102897-1                        | 2016年2月17日  | ISBN 978-957-10-6339-3                   |
| 6                  | 2015年10月1日 | ISBN 978-4-04-102898-8                        | 2016年8月11日  | ISBN 978-957-10-6696-7                   |
| 7                  | 2016年2月1日  | ISBN 978-4-04-103752-2 ISBN 978-4-04-103290-9 | 2016年10月13日 | ISBN 978-957-10-6924-1                   |
| 8                  | 2016年7月1日  | ISBN 978-4-04-103753-9                        | 2017年2月2日   | ISBN 978-957-10-7145-9                   |
| 9                  | 2016年9月1日  | ISBN 978-4-04-104711-8                        | 2017年4月20日  | ISBN 978-957-10-7308-8                   |
| 10                 | 2017年2月1日  | ISBN 978-4-04-104712-5                        | 2017年8月10日  | ISBN 978-957-10-7524-2                   |
| 11                 | 2017年6月1日  | ISBN 978-4-04-104713-2                        | 2017年11月9日  | ISBN 978-957-10-7763-5                   |
| 12                 | 2017年11月1日 | ISBN 978-4-04-105518-2                        | 2019年2月14日  | ISBN 978-957-10-7897-7                   |
| 13                 | 2018年7月1日  | ISBN 978-4-04-106027-8                        | 2019年4月11日  | ISBN 978-957-10-8440-4                   |
| 14                 | 2019年9月1日  | ISBN 978-4-04-108529-5                        | 2021年8月6日   | ISBN 978-626-30-8334-9                   |
| 14.5 Short Stories | 2022年2月1日  | ASIN B09QLPSHGZ（電子限定版）                 |                |                                          |

### 漫畫
由作畫的漫畫首度發表2015年6月26日發售的角川書店雜誌《月刊Comp Ace》2015年8月號。
| 集數 | 角川書店      | 角川書店               | 尖端出版       | 尖端出版               |
| 集數 | 發售日期      | ISBN                   | 發售日期       | ISBN                   |
| ---- | ------------- | ---------------------- | -------------- | ---------------------- |
| 1    | 2016年6月25日 | ISBN 978-4-04-104422-3 | 2017年8月10日  | ISBN 978-957-10-7575-4 |
| 2    | 2016年8月26日 | ISBN 978-4-04-104432-2 | 2017年8月10日  | ISBN 978-957-10-7576-1 |
| 3    | 2017年3月25日 | ISBN 978-4-04-105224-2 | 2017年10月18日 | ISBN 978-957-10-7734-5 |
| 4    | 2018年3月26日 | ISBN 978-4-04-106489-4 |                |                        |

## 廣播劇CD
2015年3月1日由HOBiRECORDS製作發售，2016年2月1日發售小說第7卷限定版收錄。

## 電視動畫

### 製作人員
- 原作：久慈政宗（KADOKAWA、角川書店）
- 原作插畫：Hisasi
- 原作機械設計：黑銀、久慈政宗
- 監督：古川博之
- 系列構成：山田靖智
- 角色設計：宮井加奈
- 總作畫監督：伊藤陽佑、森前和也、萩野圭太、宮井加奈
- 美術監督：立石健
- 美術設定：大平司
- 攝影監督：田中浩介
- 色彩設定：村上朋輝
- 音響監督：大室正勝
- 音響製作：DAX
- 音樂製作：flying DOG
- 動畫製作：Production IMS
- 製作：魔裝學園製作委員會

### 主題曲
片頭曲「miele paradiso」
作詞、編曲：manzo，作曲：山田智和，主唱：野水伊織
片尾曲
作詞：真名杏樹，作曲：渡邊翔，編曲：manzo，主唱：野水伊織
插入歌（第9話）
作詞：yuiko，作曲：森浩太，編曲：山口俊樹，主唱：天地穹女神

### 各話列表
| 話數     | 標題                        | 劇本       | 分鏡            | 演出     | 角色 作畫監督                                                                                      | 武裝 作畫監督                       |
| -------- | --------------------------- | ---------- | --------------- | -------- | -------------------------------------------------------------------------------------------------- | ----------------------------------- |
| 第一話   | 戰略防衛學園-阿塔拉克西亞-  | 山田靖智   | 小川優樹        | 小川優樹 | 岩田隆志 中島美子 藤田正幸 萩尾圭太 森前和也                                                       | 竹上貴雄                            |
| 第二話   | 連接改裝-心靈混合裝置-      | 中條元史   | 荒井和人        | 池田智美 | 今田茜 星野玲香                                                                                    | 竹上貴雄                            |
| 第三話   | 平穩的日常-回憶-            | 山田靖智   | 安藤貴史 西武DH | 安藤貴史 | 飯飼一幸 笠野充志 藤田正幸                                                                         | 津熊健德 竹上貴雄                   |
| 第四話   | 絕頂改裝-CLIMAX HYBRID-     | 高田誠     | 明寿            | 伊魔崎齋 | 伊藤陽祐 吉田尚人                                                                                  | 津熊健德                            |
| 第五話   | 瓦礫之國的美女-BATLANTIS-   | 山田靖智   | 高林久彌        | 高林久彌 | 阪本麻衣 糟谷健一郎 藤田正幸 岩田龍治 中島美子 笠野充志                                            | 竹上貴雄                            |
| 第六話   | 絕世破斷-GLADIUS-           | 久慈政宗   | 吉田英俊        | 山本貴之 | 大野勉                                                                                             | 水村良男 山田英子 吉田巧介 津熊健德 |
| 第七話   | 帝國英雄-古拉貝爾-          | 植竹須美男 | 小川優樹        | 池田智美 | 今田茜                                                                                             | 竹上貴雄                            |
| 第八話   | 聯結改裝-CONNECTIVE HYBRID- | 高田誠     | 明壽 荒井和人   | 荒井和人 | 中島美子 細田沙織 阪本麻衣 藤田正幸 飯飼一幸 糟谷健一郎 輿石曉 栗野充志                            | 竹上貴雄 津熊健德 植竹康彥          |
| 第九話   | 學園祭-FIRST LIVE-          | 久慈政宗   | 吉田英俊        | 神原敏昭 | 北島勇樹 壽夢龍 櫻井木之實                                                                         | 竹上貴雄 津熊健德                   |
| 第十話   | 決戰前夜-INSTALL-           | 山田靖智   | 影山楙倫        | 池田智美 | 今田茜                                                                                             | 高橋健                              |
| 第十一話 | 東京奪還作戰-APOCALYPSE-    | 植竹須美男 | 西野武志        | 西野武志 | Seven 空本館 吉田肇 C2C 太田彬彥 山田英子 永野孝明 Production IMS 森前和也                         | 竹上貴雄                            |
| 第十二話 | 愛音-AINES-                 | 山田靖智   | 小川優樹        | 小川優樹 | 河本零王 藤田正幸 坂本麻衣 細田沙織 笠野充志 糟谷健一郎 輿石曉 飯飼一幸 津熊健德 竹上貴雄 石本英二 | 竹上貴雄                            |

### 藍光／DVD
| 卷數 | 發售日期       | 收錄話數       | 規格編號   | 規格編號   | 封面人物          |
| 卷數 | 發售日期       | 收錄話數       | 藍光限定版 | DVD限定版  | 封面人物          |
| ---- | -------------- | -------------- | ---------- | ---------- | ----------------- |
| 1    | 2016年9月30日  | 第1話－第2話   | KAXA-7401  | KABA-10483 | 千鳥淵愛音        |
| 2    | 2016年10月28日 | 第3話－第4話   | KAXA-7402  | KABA-10484 | 優莉西亞·法蘭德爾 |
| 3    | 2016年11月25日 | 第5話－第6話   | KAXA-7403  | KABA-10485 | 姬川映流          |
| 4    | 2016年12月21日 | 第7話－第8話   | KAXA-7404  | KABA-10486 | 飞弹怜悧          |
| 5    | 2017年1月27日  | 第9話－第10話  | KAXA-7405  | KABA-10487 | 希薇亞·希爾古卡特 |
| 6    | 2017年2月24日  | 第11話－第12話 | KAXA-7406  | KABA-10488 | 史嘉蕾·費爾柴德   |

### 映像特典
《Love Room+》（ラブルーム+）藍光和DVD各卷收錄的短篇動畫。
| 話數 | 日文標題 | 中文標題                     | 劇本   | 分鏡       | 演出     | 作畫監督          |
| ---- | -------- | ---------------------------- | ------ | ---------- | -------- | ----------------- |
| 1    |          | 女忍者愛音·暗襲默示錄        | 高田誠 | 吉田英俊   | 安藤貴史 | 笠野充志 太中田郎 |
| 2    |          | 優莉西亞愛的JAPAN購物網      | 高田誠 | 吉田英俊   | 安藤貴史 | 藤田正幸 細田沙織 |
| 3    |          | 喵喵♪映流日記                | 高田誠 | 國分寺草介 | 安藤貴史 | 宮井加奈 萩尾圭太 |
| 4    |          | 兔女郎怜悧                   | 高田誠 | 吉田英俊   | 安藤貴史 | 藤田正幸          |
| 5    |          | 希薇亞·塔羅斯·裝設 (＞_＜)   | 高田誠 | 國分寺草介 | 安藤貴史 | 萩尾圭太 輿石曉   |
| 6    |          | 魔裝學園溫泉安慰旅行窺視事件 | 高田誠 | 國分寺草介 | 安藤貴史 | 渡邊義弘          |

## 外部連結
- 魔裝學園H×H （页面存档备份，存于） - 角川Sneaker文庫（日語）
- 魔裝學園H×H （页面存档备份，存于） - Comic Walker（日語）
- 電視動畫「魔裝學園H×H」官方網站 （页面存档备份，存于）（日語）